# 奥村昭雄
奥村 昭雄（おくむら あきお、1928年10月2日 - 2012年12月27日）は、日本の建築家。屋根で集めた太陽熱を床下に送るOMソーラーの考案者。

## 略歴
東京府に生まれる。1952年東京美術学校（現・東京芸術大学）建築科を卒業。1956年吉村順三設計事務所入所。1964年、東京芸術大学美術学部建築学科助教授。1973年、同教授。東京芸術大学名誉教授。
2012年12月27日、虚血性心不全のため死去。

## 作品
- NCRビル (1962年)
- 星野山荘 (1973年)
- 愛知県立芸術大学 (1974年)
- 新田体育館 (1983年)
- 阿品土谷病院 (1987年)
- 関西学研都市展示館 (1994年)

## 著書
- 『木の家具作り―木曾のアトリエから』INAXo、1994年
- 『パッシブデザインとOMソーラー』建築資料研究社、1995年
- 『時が刻むかたち―樹木から集落まで』OM出版、2003年
- 『樹から生まれる家具―人を支え、人が触れるかたち』OM出版、2004年